# Bill Paterson
Bill Paterson (Glasgow, 3 de junio de 1947) es un actor escocés, con numerosas participaciones en cine, teatro y televisión.

## Biografía
Estudió en el Royal Scottish Academy of Music and Drama.
Está casado con la diseñadora Hildegard Bechtler, la pareja tiene un hijo y una hija, Anna Paterson.

## Carrera
Es miembro fundador de la compañía de teatro escocesa "7:84".
En 1978 apareció en el séptimo episodio del programa de radio The Hitchhiker's Guide to the Galaxy.
En 2003 interpretó al detective Nick Biddiss en el drama Danielle Cable: Eyewitness junto a Alex Hassell. La película está basada en la verdadera historia de Danielle, una adolescente que presencia el asesinato de su novio Stephen Cameron, después de ser acuchillado por el gánster Kenneth Noye, lucha para llevar a la justicia al responsable y luego es llevada a protección a testigos. En 2008 se unió al elenco de la miniserie Little Dorrit, donde interpretó al señor  Meagles. En 2009 se unió al elenco principal de la exitosa serie británica Law & Order: UK, donde interpretó al director de la fiscalía de la Corona George Castle, hasta 2011, cuando su personaje se fuera al ser promovido.

## Filmografía

### Series de televisión
| Año       | Título                               | Personaje             | Notas                                            |
| --------- | ------------------------------------ | --------------------- | ------------------------------------------------ |
| 2022      | La casa del dragón                   | Lyman Beesbury        | Recurrente                                       |
| 2022      | The Sandman                          | Dr. John Hathaway     | Episodio:"Sleep of the Just"                     |
| 2016-2019 | Fleabag                              | Papá                  | 11 episodios                                     |
| 2014-2015 | Outlander                            | Ned Gowan             | 7 episodios                                      |
| 2012      | Dirk Gently                          | Profesor Jericho      | episodio # 1.2                                   |
| 2009-2010 | Law & Order: UK                      | George Castle         | 26 episodios                                     |
| 2010      | Doctor Who                           | Bracewell             | 2 episodios                                      |
| 2008      | Little Dorrit                        | Mr. Meagles           | 9 episodios - miniserie                          |
| 2008      | Criminal Justice                     | Harry Box             | 4 episodios - miniserie                          |
| 2004-2007 | Sea of Souls                         | Dr. Douglas Monaghan  | 20 episodios                                     |
| 2005      | ShakespeaRe-Told                     | Theo                  | episodio "A Midsummer Night's Dream" - miniserie |
| 2004      | Shoebox Zoo                          | Cuentista             | 12 episodios                                     |
| 2004      | Foyle's War                          | Patrick Jamieson      | episodio "Enemy Fire"                            |
| 2004      | Born and Bred                        | Harry Wolf            | episodio "A Little Touch of Harry"               |
| 2003      | Canterbury Tales                     | Theo                  | episodio "The Knight's Tale" - miniserie         |
| 2003      | Trust                                | John Tilson           | 3 episodios                                      |
| 2002      | Ed Stone Is Dead                     | Nigel                 | 3 episodios                                      |
| 2001      | Swallow                              | Angus Tighe           | 3 episodios                                      |
| 2001      | Rebel Heart                          | Theo                  | episodio # 1.1 - miniserie                       |
| 2000      | The Secret Adventures of Jules Verne | Sir Nicol McLean      | episodio "The Victorian Candidate"               |
| 1999      | Wives and Daughters                  | Mr. Gibson            | 4 episodios - miniserie                          |
| 1998      | Out of Sight                         | Marcus Mildew         | episodio "Appearances Can Be Deceptive"          |
| 1997      | Melissa                              | Detective Cameron     | 5 episodios - miniserie                          |
| 1996      | The Crow Road                        | Kenneth McHoan        | 4 episodios                                      |
| 1995      | Ghostbusters of East Finchley        | Joe Small             | 2 episodios                                      |
| 1995      | Oliver's Travels                     | Baxter                | 3 episodios - miniserie                          |
| 1995      | Jackanory                            | Cuentista             | episodio "Gozzie"                                |
| 1994      | Hard Times                           | Stephen Blackpool     | 4 episodios                                      |
| 1993      | Screen One                           | Policía Howard Mullen | episodio "Wall of Silence"                       |
| 1992      | Tell Tale Hearts                     | Anthony Steadman      | miniserie                                        |
| 1991      | Murder Most Horrid                   | Inspector en Jefe     | episodio "The Case of the Missing"               |
| 1991      | Shrinks                              | Matt Hennessey        | 7 episodios                                      |
| 1990      | The Play on One                      | Alex McPherson        | episodio "Yellowbacks"                           |
| 1989      | Boon                                 | Peter Mortan          | episodio "Arms and the Dog"                      |
| 1989      | Traffik                              | Jack Lithgow          | 6 episodios - miniserie                          |
| 1988      | The Modern World: Ten Great Writers  | Titorelli             | episodio "Franz Kafka's 'The Trial'" - miniserie |
| 1987      | Screenplay                           | -                     | episodio "Lily My Love"                          |
| 1986      | The Singing Detective                | Dr. Gibbon            | 4 episodios - miniserie                          |
| 1986      | Auf Wiedersehen, Pet                 | Ally Fraser           | 12 episodios                                     |
| 1984      | Scotland's Story                     | David Kirkwod         | episodio "Lean Years"                            |
| 1983      | Play for Today                       | Ron Brackett          | episodio "Stan's Last Game"                      |
| 1982      | Smiley's People                      | Lauder Strickland     | 4 episodios - miniserie                          |
| 1979-1981 | Crown Court                          | Dr. Rutherford        | 2 episodios                                      |
| 1980      | The Lost Tribe                       | Moshe Kaydan          | 5 episodios - miniserie                          |
| 1979      | Scottish Playbill                    | -                     | episodio "Extra Mural Study"                     |
| 1979      | Telford's Change                     | Kelvin                | episodio # 1.10                                  |
| 1978      | Life of Shakespeare                  | Rey James I           | episodio "The Living Record" - miniserie         |
| 1978      | Playhouse                            | Gary                  | episodio "Cold Harbour"                          |
| 1977      | Backs to the Land                    | Forbes                | episodio "We Shall Fight Them in the Breeches"   |
| 1976      | The Flight of the Heron              | Sargento              | episodio # 1.3                                   |

### Películas
| Año  | Título                                          | Personaje                   | Notas                                                                                    |
| ---- | ----------------------------------------------- | --------------------------- | ---------------------------------------------------------------------------------------- |
| 2023 | Arthur's Whisky                                 | Henry                       |                                                                                          |
| 2021 | The Colour Room                                 | Gordon Forsythe             |                                                                                          |
| 2020 | Rebecca                                         | Dr. Baker                   | junto a Lily James, Armie Hammer, Kristin Scott Thomas, Keeley Hawes y Ann Dowd          |
| 2016 | Churchill's Secret                              | Lord Moran                  | junto a Michael Gambon, Romola Garai, Lindsay Duncan y Matthew Macfadyen                 |
| 2016 | Dad's Army                                      | Frazer                      | junto a Daniel Mays, Toby Jones, Blake Harrison, Michael Gambon y Bill Nighy             |
| 2015 | The Healer                                      | Jackie Jordan               | junto a Óscar Jaenada, Velibor Topic, Melia Kreiling, Kae Alexander y Celyn Jones        |
| 2015 | The Vote                                        | Simon Featherstone          | junto a Fisayo Akinade, Jade Anouka, Alex Boxall, MyAnna Buring y Paul Chahidi           |
| 2015 | Synchronicity                                   | Jonathan                    | corto - junto a Alex Marx, Ty Glaser, Ben Aldridge y Gary Condes                         |
| 2012 | The List                                        | Reg Troughton               | junto a Anthony Flanagan, Sienna Guillory y Nigel Planer                                 |
| 2011 | Fast Freddie, the Widow and Me                  | Juez Underwood              | junto a Tamzin Outhwaite, Laurence Fox y David Westhead                                  |
| 2011 | The Man who Crossed Hitler                      | Kurt Ohnesorge              | junto a Ed Stoppard, Ian Hart, Ronan Vibert y Sarah Smart                                |
| 2010 | Marple: The Pale Horse                          | Bradley                     | junto a Susan Lynch, JJ Feild y Holly Valance                                            |
| 2009 | Creation                                        | Dr. Gully                   | junto a Paul Bettany, Jennifer Connelly y Jim Carter                                     |
| 2009 | Spanish Flu: The Forgotten Fallen               | Dr. James Niven             | junto a Mark Gatiss, Charlotte Riley y Paul Freeman                                      |
| 2009 | Into the Storm                                  | Clement Attlee              | junto a Iain Glen, Brendan Gleeson, Janet McTeer, James D'Arcy y Len Cariou              |
| 2009 | No Holds Bard                                   | Gibby "Fingers" McPherson   | junto a Tony Curran, Ron Donachie, Vincent Franklin y Laura Fraser                       |
| 2008 | How to Lose Friends and Alienate People         | Richard Young               | junto a Simon Pegg, Megan Fox, Gillian Anderson y Thandie Newton                         |
| 2008 | Gone Fishing                                    | Viejo Bill                  | corto - junto a Devon Murray y James Wilson                                              |
| 2007 | Intervention                                    | Dr. Martin                  | junto a Andie MacDowell, Rupert Graves, Colm Feore y Ian Hart                            |
| 2007 | Sherlock Holmes and the Baker Street Irregulars | Dr. Watson                  | junto a Jonathan Pryce, Anna Chancellor y Aaron Taylor-Johnson                           |
| 2006 | Miss Potter                                     | Rupert Potter               | junto a Renée Zellweger, Ewan McGregor, Emily Watson y Barbara Flynn                     |
| 2006 | Amazing Grace                                   | Lord Dunders                | junto a Ioan Gruffudd, Romola Garai, Benedict Cumberbatch y Michael Gambon               |
| 2005 | Rag Tale                                        | Lucky Lloyd                 | junto a Rupert Graves, Malcolm McDowell, Ian Hart y Lucy Davis                           |
| 2005 | Kingdom of Heaven                               | Bishop                      | junto a David Thewlis, Philip Glenister y Michael Sheen                                  |
| 2004 | Lie with Me                                     | Detective Collman           | junto a Andrew Lincoln, Eve Best y Amanda Mealing                                        |
| 2004 | One Last Chance                                 | Hombre Leyendo el Periódico | junto a Jimmy Chisholm y James Cosmo                                                     |
| 2003 | Bright Young Things                             | Sir James Brown             | junto a James McAvoy, Michael Sheen, Stephen Campbell Moore y Jim Carter                 |
| 2003 | Danielle Cable: Eyewitness                      | Detective Nick Biddiss      | junto a Joanne Froggatt, Lindsey Coulson y Jamie Foreman                                 |
| 2002 | Doctor Zhivag                                   | Alexander Gromyko           | junto a Keira Knightley, Celia Imrie, Sam Neill, Alexandra Maria Lara y Anne-Marie Duff  |
| 2002 | Home Road Movies                                | Padre                       | corto - junto a Phelim McDermott, Amal Anwar y Joseph Ariolt-Edwards                     |
| 2002 | Crossings                                       | -                           | corto - junto a David Bradley, Sian Thomas y Amerjit Deu                                 |
| 2002 | Putting Down the King                           | -                           | corto - junto a Kenny Doughty y Nickolas Grace                                           |
| 2001 | Othello                                         | Sinclair Carver             | junto a Eamonn Walker, Christopher Eccleston, Keeley Hawes y Richard Coyle               |
| 2001 | Crush                                           | Reverendo Gerald Marsden    | junto a Andie MacDowell, Imelda Staunton, Anna Chancellor y Joe Roberts                  |
| 2001 | The Whistle-Blower                              | Detective Neil Sleightholme | junto a Olegar Fedoro, Mark Flitton y Zach Grenier                                       |
| 2000 | Complicity                                      | Wallace Byatt               | junto a Jonny Lee Miller, Brian Cox y Keeley Hawes                                       |
| 1999 | Sunshine                                        | Ministro de Justicia        | junto a Ralph Fiennes, Rosemary Harris, Rachel Weisz, Miriam Margolyes y Mark Strong     |
| 1999 | The Match                                       | Tommy                       | junto a Max Beesley, James Cosmo, Laura Fraser, Ian Holm y Tom Sizemore                  |
| 1999 | Heart                                           | Mr. Kreitman                | junto a Christopher Eccleston, Rhys Ifans, Anna Chancellor y Matthew Rhys                |
| 1999 | Chrono-Perambulator                             | Profesor Teddy Knox         | corto - junto a Charles Dance y Eamonn Hunt                                              |
| 1998 | Oi! Get Off Our Train                           | Walrus                      | corto - junto a Phil Daniels, Richard Griffiths y Lolita Chakrabarti                     |
| 1998 | Hilary and Jackie                               | Maestro de Violonchelo      | junto a Emily Watson, Rachel Griffiths, James Frain, Celia Imrie y Rupert Penry-Jones    |
| 1997 | Mr. White Goes to Westminster                   | Ben White                   | junto a Josephine Butler y Celia Imrie                                                   |
| 1997 | Spice World                                     | Brian                       | junto a Elvis Costello, Alan Cumming y Jason Flemyng                                     |
| 1997 | Victory                                         | Capitán Davidson            | junto a Willem Dafoe, Sam Neill, Irène Jacob y Rufus Sewell                              |
| 1996 | The Writing on the Wall                         | Bull                        | junto a Martin Glyn Murray, Dennis Haysbert, Daniel von Bargen y Celia Imrie             |
| 1995 | Richard III                                     | Sir Richard Ratcliffe       | junto a Ian McKellen, Annette Bening, Jim Broadbent, Maggie Smith y Jim Carter           |
| 1995 | The Turnaround                                  | James Webb                  | junto a Clive Owen, Rowena King y John Salthouse                                         |
| 1992 | In Dreams                                       | Dr. Gold                    | junto a Lenny Henry, Dawn French, Ben Cole y Colin McFarlane                             |
| 1992 | Chaplin                                         | Director de Escena          | junto a Robert Downey Jr., Geraldine Chaplin, Anthony Hopkins, Dan Aykroyd y Diane Lane  |
| 1991 | The Object of Beauty                            | Victor Swayle               | junto a John Malkovich, Andie MacDowell, Lolita Davidovich, Joss Ackland y Ricci Harnett |
| 1990 | Just Ask for Diamond                            | Inspector en Jefe Snape     | junto a Colin Dale, Dursley McLinden y Donald Standen                                    |
| 1990 | Truly Madly Deeply                              | Sandy                       | junto a Juliet Stevenson y Alan Rickman                                                  |
| 1990 | The Witches                                     | Albert Jenkins              | junto a Brenda Blethyn, Rowan Atkinson, Anjelica Huston y Mai Zetterling                 |
| 1990 | God on the Rocks                                | Mr. Marsh                   | junto a Sinéad Cusack, Rebecca Edwards y Minnie Driver                                   |
| 1989 | Bearskin: An Urban Fairytale                    | Jordan                      | junto a Tom Waits, Damon Lowry, Charlotte Coleman y Pip Torrens                          |
| 1989 | Seducir a Raquel                                | Gordon Highway              | junto a Dexter Fletcher, Jonathan Pryce, James Spader, Michael Gambon y Jared Harris     |
| 1989 | The Return of the Musketeers                    | Charles I                   | junto a Michael York, Oliver Reed, C. Thomas Howell, Geraldine Chaplin y Christopher Lee |
| 1988 | The Adventures of Baron Munchausen              | Henry Salt                  | junto a John Neville, Eric Idle, Sarah Polley, Oliver Reed y Uma Thurman                 |
| 1987 | Friendship's Death                              | Sullivan                    | junto a Ruby Baker, Patrick Bauchau, Joumana Gill y Tilda Swinton                        |
| 1987 | Hidden City                                     | Anthony                     | junto a Charles Dance, Cassie Stuart, Richard E. Grant y Michael Müller                  |
| 1987 | Rhosyn a Rhith                                  | Mr. Valentine               | junto a Ifan Huw Dafydd, Gillian Elisa, Iola Gregory y Rowan Griffiths                   |
| 1986 | God's Chosen Car Park                           | Victor Rosen                | junto a John Bird, Peter Bruce, Ray Burdis y Peter Capaldi                               |
| 1986 | Defence of the Realm                            | Jack Macleod                | junto a Gabriel Byrne, Greta Scacchi, Denholm Elliott y Ian Bannen                       |
| 1985 | Dutch Girls                                     | Mole                        | junto a Colin Firth, Timothy Spall y James Wilby                                         |
| 1984 | A Private Function                              | Inspector Morris Wormold    | junto a Michael Palin, Maggie Smith, Jim Carter y Pete Postlethwaite                     |
| 1984 | The Killing Fields                              | Dr. MacEntire               | junto a Sam Waterston, Haing S. Ngor, John Malkovich, Julian Sands y Craig T. Nelson     |
| 1984 | Comfort and Joy                                 | Alan                        | junto a Eleanor David, Clare Grogan, George Rossi y Patrick Malahide                     |
| 1983 | One of Ourselves                                | Mr. Daly                    | junto a Steven Mason, Cyril Cusack, Niall Toibin y Frances Quinn                         |
| 1983 | The Ploughman's Lunch                           | Profesor                    | junto a Jonathan Pryce, Tim Curry y Rosemary Harris                                      |
| 1981 | The Cherry Orchard                              | Lopakhin                    | junto a Judi Dench, Harriet Walter, Timothy Spall y Anton Lesser                         |
| 1979 | One Fine Day                                    | Hombre en el Ascensor       | junto a Robert Stephens, Benjamin Whitrow y Edward de Souza                              |
| 1978 | The Odd Job                                     | Sargento Mull               | junto a Graham Chapman, David Jason, Diana Quick, Simon Williams y Edward Hardwicke      |

### Teatro
| Año  | Obra                                    | Personaje         | Director (a)         | Teatro              | Notas                                                                |
| ---- | --------------------------------------- | ----------------- | -------------------- | ------------------- | -------------------------------------------------------------------- |
| 2011 | And No More Shall We Be Part            | -                 | James MacDonald      | Hampstead Theatre   | junto a Dearbhla Molloy                                              |
| 2010 | Earthquakes in London                   | -                 | Rupert Goold         | National Theatre    | junto a Lucy May Barker, Gary Carr, Brian Ferguson y Polly Frame     |
| 2001 | Marriage Play                           | Jack              | -                    | National Theatre    | junto a Sheila Gish                                                  |
| 1997 | Ivanov                                  | Lebedev           | -                    | Almeida Theatre     | junto a Ralph Fiennes y Harriet Walter                               |
| 1994 | A Mongrel's Heart                       | -                 | -                    | Lyceum Theatre      | -                                                                    |
| 1992 | Misery                                  | Paul              | -                    | Criterion Theatre   | junto a Sharon Gless                                                 |
| 1991 | Death and the Maiden                    | Gerardo           | Lindsay Posner       | Royal Court Theatre | junto a Juliet Stevenson y Micheal Byrne                             |
| 1989 | The Good Person of Sichuan              | -                 | Deborah Warner       | National Theatre    | junto a Fiona Shaw, Susan Engel, Pete Postlethwaite y Oscar Quitak   |
| 1989 | Hedda Gabler                            | -                 | -                    | -                   | -                                                                    |
| 1989 | Whale                                   | -                 | -                    | -                   | -                                                                    |
| 1989 | Ghetto                                  | -                 | -                    | -                   | -                                                                    |
| 1989 | Hamlet                                  | -                 | -                    | -                   | -                                                                    |
| 1989 | The Misanthrope                         | -                 | -                    | -                   | -                                                                    |
| 1989 | The March on Russia                     | -                 | -                    | -                   | -                                                                    |
| 1989 | Juno and the Paycock                    | -                 | -                    | -                   | -                                                                    |
| 1989 | The Secret Rapture                      | -                 | -                    | -                   | -                                                                    |
| 1989 | The Voysey Inheritance                  | -                 | -                    | -                   | -                                                                    |
| 1989 | Fuenteovejuna                           | -                 | -                    | -                   | -                                                                    |
| 1989 | Tango Varsoviano                        | -                 | -                    | -                   | -                                                                    |
| 1989 | The Grapes of Wrath                     | -                 | -                    | -                   | -                                                                    |
| 1989 | The Shaughraun                          | -                 | -                    | -                   | -                                                                    |
| 1989 | Speed-The-Plow                          | -                 | -                    | -                   | -                                                                    |
| 1989 | The Long Wat Round                      | -                 | -                    | -                   | -                                                                    |
| 1989 | Schism in England                       | -                 | -                    | -                   | -                                                                    |
| 1989 | Uncle Vanya                             | -                 | -                    | -                   | -                                                                    |
| 1989 | Suicide for Love                        | -                 | -                    | -                   | -                                                                    |
| 1989 | The Magic Carpet                        | -                 | -                    | -                   | -                                                                    |
| 1989 | Man Beast and Virtue                    | -                 | -                    | -                   | -                                                                    |
| 1989 | The Beaux Strategem                     | -                 | -                    | -                   | -                                                                    |
| 1989 | The Good Person of Sichuan              | -                 | -                    | -                   | -                                                                    |
| 1989 | Salome                                  | -                 | -                    | -                   | -                                                                    |
| 1989 | Ma Rainey's Black Bottom                | -                 | -                    | -                   | -                                                                    |
| 1989 | Bent                                    | -                 | -                    | -                   | -                                                                    |
| 1988 | A Man with Connections                  | -                 | -                    | Royal Court Theatre | -                                                                    |
| 1983 | Crime and Punishment                    | -                 | Yuri Lyubimov        | Lyric Theatre       | junto a Michael Pennington, Paola Dionisotti y Nicholas Farrell      |
| 1983 | The Beggar's Opera                      | -                 | -                    | -                   | -                                                                    |
| 1983 | The Importance of Being Earnest         | -                 | -                    | -                   | -                                                                    |
| 1983 | The Spanish Tragedy                     | -                 | -                    | -                   | -                                                                    |
| 1983 | A Map Of the World                      | -                 | -                    | -                   | -                                                                    |
| 1983 | Major Barbara                           | -                 | -                    | -                   | -                                                                    |
| 1983 | A Kick for Touch                        | -                 | -                    | -                   | -                                                                    |
| 1983 | Small Change                            | -                 | -                    | -                   | -                                                                    |
| 1983 | A Midsummer's Night Dream               | -                 | -                    | -                   | -                                                                    |
| 1983 | Other Places                            | -                 | -                    | -                   | -                                                                    |
| 1983 | Lorenzaccio                             | -                 | -                    | -                   | -                                                                    |
| 1983 | The Rivals                              | -                 | -                    | -                   | -                                                                    |
| 1983 | You Can't Take It With You              | -                 | -                    | -                   | -                                                                    |
| 1983 | The Trojan War Will Not Take Place      | -                 | -                    | -                   | -                                                                    |
| 1983 | The Fawn                                | -                 | -                    | -                   | -                                                                    |
| 1983 | One Woman Plays                         | -                 | -                    | -                   | -                                                                    |
| 1983 | Tales from Hollywood                    | -                 | -                    | -                   | -                                                                    |
| 1983 | Glengarry Glen Ross                     | -                 | -                    | -                   | junto a Judi Dench, Michael Gambon y Geraldine McEwan                |
| 1982 | Schweyk in the Second World War         | Schweyk           | Richard Eyre         | National Theatre    | junto a Julia McKenzie, Brian Glover y Imelda Staunton               |
| 1982 | Guys and Dolls                          | Harry, el Caballo | -                    | National Theatre    | -                                                                    |
| 1982 | The Spanish Tragedy                     | -                 | -                    | -                   | junto a Brian Cox, Judi Dench, Anthony Head e Imelda Staunton        |
| 1982 | The Importance of Being Earnest         | -                 | -                    | -                   | -                                                                    |
| 1982 | Don Quixote                             | -                 | -                    | -                   | junto a Ian Charleson, Bob Hoskins, Julia McKenzie y Julie Covington |
| 1982 | The Caucasian Chalk Circle              | -                 | -                    | -                   | -                                                                    |
| 1982 | The Beggar's Opera                      | -                 | -                    | -                   | -                                                                    |
| 1982 | The Prince of Homberg                   | -                 | -                    | -                   | -                                                                    |
| 1982 | Way Upstream                            | -                 | -                    | -                   | -                                                                    |
| 1982 | Uncle Vanya                             | -                 | -                    | -                   | -                                                                    |
| 1982 | The Second Mrs. Tanqueray               | -                 | -                    | -                   | -                                                                    |
| 1982 | On The Razzle                           | -                 | -                    | National Theatre    | -                                                                    |
| 1982 | Danton's Death                          | -                 | -                    | National Theatre    | -                                                                    |
| 1982 | Don Juan                                | -                 | -                    | National Theatre    | -                                                                    |
| 1979 | Who's Life Is It Anyway                 | Ken               | Michael Lindsay-Hogg | Savoy Theatre       | junto a Carole Nimmons, Hugh Quarshie y Richard Leech                |
| 1977 | An Me Wi' a Bad Leg Tae                 | -                 | -                    | Royal Court Theatre | -                                                                    |
| 1977 | Writer's Cramp                          | -                 | -                    | Bush Theatre        | -                                                                    |
| 1974 | The Fantastical Feats of Finn Maccool   | -                 | Ian Ireland          | Haymarket Theatre   | junto a Patrick Malahide, Dermot Crowley y Alex Norton               |
| 1973 | The Cheviot, The Stag and the Black Oil | -                 | -                    | -                   | -                                                                    |
| 1972 | Great Northern Welly Boot Show          | -                 | -                    | -                   | -                                                                    |
| 1967 | The Resistable Rise of Arturo Ui        | -                 | -                    | Glasgow Theatre     | -                                                                    |

### Narrador
| Año       | Título                                                  | Notas                                                        |
| --------- | ------------------------------------------------------- | ------------------------------------------------------------ |
| 2010      | The End of God? A Horizon Guide to Science and Religion | narrador                                                     |
| 2010      | Avalanche: Scotland's Cocaine Epidemic                  | narrador                                                     |
| 2008      | The Man Who Lives with Bears                            | narrador                                                     |
| 2007      | Revealed                                                | narrador - episodio "Mussolini: The Rise of Italian Fascism" |
| 1999-2006 | Horizon                                                 | narrador - 3 episodios                                       |
| 2002      | Battle of the Atlantic                                  | presentador                                                  |
| 2002      | The Entity                                              | narrador                                                     |
| 2001      | Timewatch                                               | narrador - episodio "The Making of Adolf Hitler"             |
| 2001      | Reputations                                             | narrador - episodio "Billie Holiday"                         |

## Premios y nominaciones
| Año  | Categoría             | Premio               | Película/Serie                    | Resultado |
| ---- | --------------------- | -------------------- | --------------------------------- | --------- |
| 2009 | Best Television Actor | BAFTA Scotland Award | Spanish Flu: The Forgotten Fallen | Nominado  |
| 1997 | Best Television Actor | BAFTA Scotland Award | The Crow Road                     | Ganador   |